# Paraguay en los Juegos Olímpicos de Atenas 2004
Paraguay estuvo representado en los Juegos Olímpicos de Atenas 2004 por un total de 23 deportistas, 21 hombres y 2 mujeres, que compitieron en 4 deportes. La portadora de la bandera en la ceremonia de apertura fue la remera Rocío Rivarola. 
El equipo olímpico paraguayo obtuvo su primera medalla en unos juegos, tras acceder a la final del fútbol masculino, asegurando la presea de plata tras caer 1-0 frente a Argentina.

## Atenas 2004

Llama Olímpica en la apertura.

Los XXVIII Juegos Olímpicos de Verano de 2004, se llevaron a cabo en Atenas (Grecia) desde el 13 de agosto hasta el 29 del mismo mes. Los eventos deportivos más grandes y costosos de la historia se celebraron durante 17 días, reuniendo a delegados de 202 países y más de 11.000 atletas. Entre los países participantes de Sudamérica estuvieron Argentina, Bolivia, Brasil, Chile, Colombia, Ecuador, Guyana, Paraguay, Perú, Surinam, Uruguay y Venezuela.
Las mascotas oficiales de este importante evento fueron Atenea y Febo, llamados así en honor a la diosa Atenea y su hermano Apolo, antiguos protectores de la ciudad. El juramento del Atleta lo dio Zoi Dimoschaki y el del Juez, Lazaros Voreadis. El símbolo del acontecimiento fue la corona de laurel, por el gran significado que tuvo en la antigua Grecia y en sus primeros Juegos Olímpicos; por esto, en un emocionante acto se impuso una corona igual a los tres medallistas de cada prueba.
Paraguay está presente en las olimpiadas desde 1968 y en el 2004 es la novena ocasión en que participó de tal acontecimiento. Comenzó en el 68 presentándose con un solo atleta representante, el esgrimista Rodolfo Da Ponte. En 1992 participó por primera vez en fútbol y en el 2004 se presentó por segunda vez en el mismo deporte. 
El 2004 fue un año muy duro para los paraguayos. Días antes de los Juegos Olímpicos de ese año, había ocurrido una verdadera tragedia que enlutó al país y conmovió al mundo entero. El 1 de agosto se había incendiado el supermercado Ykua Bolaños en el que fallecieron 400 personas. A pesar de lo ocurrido, los atletas fueron a representar a su país con un dolor en el pecho, pero con la firme convicción de que darían lo mejor de sí.

## Paraguay en el Torneo de Fútbol de Atenas 2004
El torneo de fútbol de los Juegos Olímpicos de Atenas 2004 se realizó entre el 11 de agosto (dos días antes de la inauguración) y el 28 de agosto. En el torneo masculino participaron 16 equipos nacionales masculinos sub-23. Sin embargo, las clasificatorias ya se habían disputado en el mes de enero de ese año, que otorgaba solamente dos cupos para Conmebol.
El equipo de la Selección Paraguaya de Fútbol estuvo conformado en esta ocasión por Rodrigo Romero, Emilio Martínez, Julio Manzur, Carlos Gamarra, José Devaca, Celso Esquivel, Pablo Giménez, Edgar Barreto, Fredy Bareiro, Diego Figueredo, Aureliano Torres, Pedro Benítez, Julio César Enciso, Julio González, Ernesto Cristaldo, Osvaldo Díaz, José Saturnino Cardozo y Diego Barreto. El director técnico fue Carlos Jara Saguier.

### Clasificación para los Juegos Olímpicos
El Torneo Preolímpico Sudamericano Sub-23 de Chile, se realizó entre el 7 y el 25 de enero de 2004 para definir a los dos equipos de Sudamérica que participarían en los Juegos Olímpicos de Atenas 2004. En el torneo participaron los 10 equipos pertenecientes a la Conmebol, de los cuales consiguieron la clasificación Argentina (campeón), y Paraguay (subcampeón).
Este sería el último Torneo Preolímpico Sub-23 a disputarse, ya que la Conmebol cambio el sistema de clasificación a los Juegos Olímpicos, dejando como clasificados al primer y segundo lugar del hexagonal final del Campeonato Sudamericano Sub-20 (hasta la edición 2020). 

#### Fase de grupos: Grupo A
| Equipo    | Pts | PJ | PG | PE | PP | GF | GC | Dif |
| --------- | --- | -- | -- | -- | -- | -- | -- | --- |
| Chile     | 10  | 4  | 3  | 1  | 0  | 10 | 3  | +7  |
| Brasil    | 8   | 4  | 2  | 2  | 0  | 9  | 2  | +7  |
| Paraguay  | 6   | 4  | 2  | 0  | 2  | 7  | 8  | –1  |
| Uruguay   | 2   | 4  | 0  | 2  | 2  | 3  | 7  | –4  |
| Venezuela | 1   | 4  | 0  | 1  | 3  | 2  | 11 | –9  |

| 9 de enero de 2004, 22:10 | Brasil                                            | 3:0 (1:0) | Paraguay | Estadio Municipal de Concepción, Concepción                  |                                                              |
|                           | Diego 9' (pen.) · Robinho 51' (pen.) · Maicon 53' |           |          | Asistencia: 14 000 espectadores Árbitro(s): Gilberto Hidalgo | Asistencia: 14 000 espectadores Árbitro(s): Gilberto Hidalgo |

| 11 de enero de 2004, 18:10 | Paraguay                              | 3:1 (2:1) | Venezuela     | Estadio Municipal de Concepción, Concepción            |                                                        |
|                            | González 11' (pen.) 43' · Giménez 52' |           | 25' Maldonado | Asistencia: 1 500 espectadores Árbitro(s): René Ortubé | Asistencia: 1 500 espectadores Árbitro(s): René Ortubé |

| 13 de enero de 2004, 22:10 | Chile                                | 3:2 (0:1) | Paraguay                   | Estadio Municipal de Concepción, Concepción                  |                                                              |
|                            | Soto 65' · Beausejour 74' · Leal 83' |           | 42' Figueredo · 70' Torres | Asistencia: 27 000 espectadores Árbitro(s): Fernando Panesso | Asistencia: 27 000 espectadores Árbitro(s): Fernando Panesso |

| 15 de enero de 2004, 20:00 | Uruguay    | 1:2 (0:1) | Paraguay              | Estadio Municipal de Concepción, Concepción                  |                                                              |
|                            | García 31' |           | 9' Díaz · 85' Bareiro | Asistencia: 30 000 espectadores Árbitro(s): Gilberto Hidalgo | Asistencia: 30 000 espectadores Árbitro(s): Gilberto Hidalgo |

#### Playoff
Los segundos y terceros de cada grupo (A y B), disputaban entre sí un partido de playoff (eliminación directa), para completar los últimos dos cupos para la fase final. Paraguay y Brasil son los vencedores de estos cupos, pasando a la fase final junto a los cabezas de grupo (Argentina y Chile)
| 18 de enero de 2004, 19:30 | Ecuador                            | 0:0 (2:4 p.)               | Paraguay                            | Estadio Playa Ancha, Valparaíso                           |  |
|                            |                                    |                            |                                     | Asistencia: 1 300 espectadores Árbitro(s): Luis Solórzano |  |
|                            |                                    | Tiros desde el punto penal |                                     |                                                           |  |
|                            | Guagua · Mina · Valencia · Baldeón |                            | Díaz · Bareiro · Barreto · Martínez |                                                           |  |

#### Fase Final
Paraguay clasifica al torneo de fútbol de los Juegos Olímpicos luego de 12 años (última vez en Barcelona 1992) junto con Argentina, tras clasificar como tercero de su grupo y ganando el playoff por penaltis ante Ecuador. Y en la fase final: perdiendo contra Argentina (1:2), pero venciendo a Chile (2:1) y Brasil (1:0), clasificado así como subcampeón del torneo preolímpico.
| Equipo    | Pts | PJ | PG | PE | PP | GF | GC | Dif |
| --------- | --- | -- | -- | -- | -- | -- | -- | --- |
| Argentina | 7   | 3  | 2  | 1  | 0  | 5  | 3  | +2  |
| Paraguay  | 6   | 3  | 2  | 0  | 1  | 4  | 3  | +1  |
| Brasil    | 3   | 3  | 1  | 0  | 2  | 3  | 3  | 0   |
| Chile     | 1   | 3  | 0  | 1  | 2  | 4  | 7  | –3  |

| 21 de enero de 2004, 21:00 | Chile      | 1:2 (0:0) | Paraguay                   | Estadio Playa Ancha, Valparaíso                            |                                                            |
|                            | Millar 62' |           | 80' Bareiro · 83' Villalba | Asistencia: 16 505 espectadores Árbitro(s): Gustavo Méndez | Asistencia: 16 505 espectadores Árbitro(s): Gustavo Méndez |

| 23 de enero de 2004, 20:00 | Argentina        | 2:1 (0:0) | Paraguay      | Estadio Sausalito, Viña del Mar                         |                                                         |
|                            | Figueroa 76' 79' |           | 55' Achucarro | Asistencia: 15 292 espectadores Árbitro(s): René Ortubé | Asistencia: 15 292 espectadores Árbitro(s): René Ortubé |

| 25 de enero de 2004, 17:00 | Brasil | 0:1 (0:1) | Paraguay   | Estadio Sausalito, Viña del Mar                           |                                                           |
|                            |        |           | 32' Devaca | Asistencia: 9 000 espectadores Árbitro(s): Gustavo Méndez | Asistencia: 9 000 espectadores Árbitro(s): Gustavo Méndez |

### En los Juegos Olímpicos

#### Fase de grupos: Grupo B
La Selección de Paraguay empezó la primera fase jugando contra la selección de Japón, a la que venció 4-3. Los goleadores del equipo paraguayo fueron: Giménez al minuto 5`, Cardozo a los minutos 26`y 37`, y Torres al 62`; mientras que los goles para Japón los hicieron Okubo al 81`, y Ono al 22` y 53`. El partido se jugó el 12 de agosto, en el estadio Kaftanzoglio, Tesalónica, a las 20:30 horas. El árbitro fue Essam Abd, de Egipto.
El segundo encuentro fue contra Ghana, el 15 de agosto de 2004 en el estadio Kaftanzoglio, Tesalónica. Esta vez Paraguay perdió 2-1. Los responsables de los goles para Ghana fueron: Tiero al minuto 81` y Appiah al 84`. El único gol paraguayo fue el de Gamarra al minuto 76`. El árbitro fue el mexicano Benito Archundia.
El tercero fue contra Italia, el 18 de agosto en el estadio Georgios Karaiskakis, Atenas. En esta ocasión Paraguay ganó 1-0 gracias al gol de Bareiro al minuto 14`. El arbitraje estuvo a cargo de Cloaus Bo Larsen, de Dinamarca. 
| Equipo   | Pts | PJ | PG | PE | PP | GF | GC | Dif |
| -------- | --- | -- | -- | -- | -- | -- | -- | --- |
| Paraguay | 6   | 3  | 2  | 0  | 1  | 6  | 5  | +1  |
| Italia   | 4   | 3  | 1  | 1  | 1  | 5  | 5  | 0   |
| Ghana    | 4   | 3  | 1  | 1  | 1  | 4  | 4  | 0   |
| Japón    | 3   | 3  | 1  | 0  | 2  | 6  | 7  | −1  |

| 12 de agosto de 2004, 20:30 | Paraguay                                   | 4:3 (3:1) | Japón                   | Estadio Kaftanzoglio, Tesalónica                                       |                                                                        |
|                             | Giménez 5' · Cardozo 26', 37' · Torres 62' |           | Ono 22' 53' · Okubo 81' | Asistencia: 5.381 espectadores Árbitro(s): Essam Abd El Fatah (Egipto) | Asistencia: 5.381 espectadores Árbitro(s): Essam Abd El Fatah (Egipto) |

| 15 de agosto de 2004, 20:30 | Paraguay    | 1:2 (0:0) | Ghana                  | Estadio Kaftanzoglio, Tesalónica                                     |                                                                      |
|                             | Gamarra 76' |           | Tiero 81' · Appiah 84' | Asistencia: 1.119 espectadores Árbitro(s): Benito Archundia (México) | Asistencia: 1.119 espectadores Árbitro(s): Benito Archundia (México) |

| 18 de agosto de 2004, 20:30 | Paraguay    | 1:0 (1:0) | Italia | Estadio Georgios Karaiskakis, Atenas                                    |                                                                         |
|                             | Bareiro 14' |           |        | Asistencia: 24.160 espectadores Árbitro(s): Claus Bo Larsen (Dinamarca) | Asistencia: 24.160 espectadores Árbitro(s): Claus Bo Larsen (Dinamarca) |

#### Cuartos de final
La segunda fase, en cuartos de final, Paraguay se enfrentó a Corea del Sur. El encuentro fue el 21 de agosto de 2004 en el estadio Kaftanzoglio, Tesalónica.  La victoria fue de Paraguay gracias a los goles de Fredy Bareiro a los minutos 17 y 18, y al de José Saturnino Cardozo, al 60. El árbitro fue el italiano Massimo De Santis.
| 21 de agosto de 2004, 21:00 | Paraguay                       | 3:2 (1:0) | Corea del Sur | Estadio Kaftanzoglio, Tesalónica                                      |                                                                       |
|                             | Bareiro 19', 71' · Cardozo 61' |           | Lee 74', 79'  | Asistencia: 4.080 espectadores Árbitro(s): Massimo De Santis (Italia) | Asistencia: 4.080 espectadores Árbitro(s): Massimo De Santis (Italia) |

#### Semifinal
Paraguay jugó en las semifinales contra Irak, en el estadio Kaftanzoglio, Tesalónica. El cuadro albirrojo alcanzó la victoria 3-1 mediante los goles de Cardozo a los minutos 17`y 34`, y al de Bareiro al 68`. El árbitro en esa ocasión fue el francés Eric Poulat.
De esta manera Paraguay pasó a la final. Se enfrentaría esta vez a la Argentina, quien logró ganar todos sus partidos sin recibir un solo gol y a quien la medalla de oro en fútbol, se le había escapado en dos ocasiones: en Ámsterdam 1928 frente a Uruguay, y en Atlanta 1996 frente a Nigeria.
| 24 de agosto de 2004, 21:00 | Iraq       | 1:3 (0:2) | Paraguay                       | Estadio Kaftanzoglio, Tesalónica                                 |                                                                  |
|                             | Razzaq 83' |           | Cardozo 17', 34' · Bareiro 68' | Asistencia: 6.213 espectadores Árbitro(s): Éric Poulat (Francia) | Asistencia: 6.213 espectadores Árbitro(s): Éric Poulat (Francia) |

#### Final: Medalla de Plata
Los torneos olímpicos tuvieron por segunda ocasión a dos selecciones sudamericanas disputando por la medalla de oro. Paraguay y Argentina fueron los únicos representantes del continente en el torneo masculino de fútbol de Atenas 2004. Anteriormente Argentina había vencido 3-0 a Italia, y Paraguay 3-1 a Irak. Este encuentro fue todo un duelo para los albirrojos y albicelestes, ya que, en caso de ganar cualquiera de ellos, sería su primer lauro.
El sábado 28 de agosto, a las 3:00 de la madrugada (hora paraguaya), se enfrentaron Paraguay y Argentina. El partido se jugó en el Estadio Olímpico de Atenas con una asistencia de 41.116 espectadores. El arbitraje estuvo a cargo del griego Kyros Vassaras.
La Selección Paraguaya cayó ante el equipo argentino 1-0 con el gol de Carlos Tévez en el minuto 18`. Argentina alcanzó la medalla de oro luego de 52 años de espera. Toda una hazaña fue la que forjó Paraguay ese día, hizo gala de un juego ordenado y sólido. La medalla de plata es la primera presea olímpica en la historia del país. 
El equipo paraguayo festejó orgulloso el segundo lugar. “Caímos, pero caímos como grandes” dijo Carlos Gamarra, capitán de la selección guaraní.
| 28 de agosto de 2004, 10:00 | Argentina | 1:0 (1:0) | Paraguay | Estadio Olímpico, Atenas                                            |                                                                     |
|                             | Tévez 18' |           |          | Asistencia: 41.116 espectadores Árbitro(s): Kyros Vassaras (Grecia) | Asistencia: 41.116 espectadores Árbitro(s): Kyros Vassaras (Grecia) |

## Jugadores y Medallistas
Obs.: Datos previos al inicio del torneo de fútbol (agosto de 2004)
| #  | Nombre              | Posición      | Edad | Goles | Club            |
| -- | ------------------- | ------------- | ---- | ----- | --------------- |
| 1  | Rodrigo Romero      | Portero       | 21   | 0     | Nacional        |
| 2  | Emilio Martínez     | Defensa       | 23   | 0     | Libertad        |
| 3  | Julio Manzur        | Defensa       | 23   | 0     | Guaraní         |
| 4  | Carlos Gamarra*     | Defensa       | 33   | 5     | Inter Milan     |
| 5  | José Devaca         | Defensa       | 21   | 1     | Cerro Porteño   |
| 6  | Celso Esquivel      | Defensa       | 23   | 0     | San Lorenzo     |
| 7  | Pablo Giménez       | Delantero     | 23   | 1     | Guaraní         |
| 8  | Edgar Barreto       | Mediocampista | 20   | 0     | NEC Nijmegen    |
| 9  | Fredy Barreiro      | Delantero     | 22   | 2     | Libertad        |
| 10 | Diego Figueredo     | Mediocampista | 22   | 2     | Real Valladolid |
| 11 | Aureliano Torres    | Defensa       | 22   | 1     | Guaraní         |
| 12 | Pedro Benítez       | Defensa       | 23   | 0     | Cerro Porteño   |
| 13 | Julio César Enciso* | Mediocampista | 30   | 0     | Olimpia         |
| 14 | Julio González      | Delantero     | 22   | 2     | Nacional        |
| 15 | Ernesto Cristaldo   | Defensor      | 20   | 0     | Cerro Porteño   |
| 16 | Osvaldo Díaz        | Mediocampista | 22   | 1     | Guaraní         |
| 17 | José Cardozo*       | Delantero     | 33   | 2     | Toluca          |
| 18 | Diego Barreto       | Portero       | 23   | 0     | Cerro Porteño   |
| DT | Carlos Jara Saguier |               | 47   |       |                 |

(*): Por encima de la edad reglamentaria (sub-23).